# احمد السید
احمد السید (عربی: أحمد السيد؛ زادهٔ ۳۰ اکتبر ۱۹۸۰) یک بازیکن فوتبال اهل مصر است.

## باشگاهی
از باشگاه‌هایی که در آن بازی کرده‌است می‌توان به باشگاه ورزشی الاهلی مصر اشاره کرد.

## تیم ملی
وی همچنین در تیم ملی فوتبال مصر بازی کرده است.